# Mazda Classic 1991
Mazda Classic 1991 — жіночий тенісний турнір, що проходив на відкритих кортах з твердим покриттям La Costa Resort and Spa у Сан-Дієго (США). Належав до турнірів 3-ї категорії в рамках Туру WTA 1991. Відбувсь утринадцяте і тривав з 29 липня до 5 серпня 1991 року. Четверта сіяна Дженніфер Капріаті здобула титул в одиночному розряді й отримала 45 тис. доларів США.

## Фінальна частина

### Одиночний розряд
Дженніфер Капріаті —  Моніка Селеш, 4–6, 6–1, 7–6(7–2)

### Парний розряд
Джилл Гетерінгтон /  Кеті Ріналді —  Джиджі Фернандес /  Наталі Тозья, 6–4, 3–6, 6–2